# Francisc I al Franței
Francisc I al Franței (în franceză François I; n. 12 septembrie 1494, Cognac, Poitou-Charentes, Franța – d. 31 martie 1547, Rambouillet, Île-de-France, Franța) a fost rege al Franței între anii 1515 și 1547, fiind fiul lui Charles d'Angoulême și al Louisei de Savoia.
Inițial, conte de Angoulême și duce de Valois, el i-a succedat la tron vărului său Ludovic XII, prin căsătoria cu fiica acestuia, Claude a Franței.

## Primii ani
Francisc I s-a născut la Cognac, Charente. Tatăl său, Charles d'Angoulême, a fost vărul regelui Ludovic al XII-lea. În 1498, Francisc, în vârstă de patru ani, deja Conte de Angoulême, a fost numit Duce de Valois. El era moștenitorul prezumptiv al lui Ludovic al XII-lea, care nu a avut moștenitori masculini de la nici una dintre cele trei soții ale sale. Tânărul Francisc a fost logodit din anul 1506 și apoi căsătorit la 18 mai 1514 cu Claude a Franței, fiica lui Ludovic al XII-lea și a Annei de Bretania. Pentru că Legea Salică afirma că femeile nu pot moșteni tronul Franței, la moartea regelui Ludovic al XII-lea, pe tron a urcat Francisc I, care era cel mai mare descendent pe linie masculină a Dinastiei Capețienilor.

## Domnie

### Patronul artelor
Când Francisc a devenit rege în 1515, Renașterea își făcuse apariția în Franța iar Francisc a fost un important promotor al artelor. A sprijinit mulți artiști ai timpului său și i-a încurajat să vină în Franța. Unii au lucrat pentru el, inclusiv Andrea del Sarto și Leonardo da Vinci, pe care Francis l-a convins să părăsească Italia în ultima parte a vieții sale. Leonardo a pictat puțin în Franța, însă a adus cu el multe dintre lucrările sale mari, cum ar fi Mona Lisa, și acestea au rămas în Franța, la moartea sa.
Alți mari artiști pe care Francisc i-a angajat include pe Benvenuto Cellini, Giulio Romano și Francesco Primaticcio, toți angajați de Francis în amenajarea diferitelor palate ale regelui. Francis a angajat un număr de agenți în Italia care au depus eforturi pentru a procura lucrări ale maeștrilor italieni, cum ar fi Michelangelo, Tițian și Rafael și să le aducă în Franța.

### Om de litere

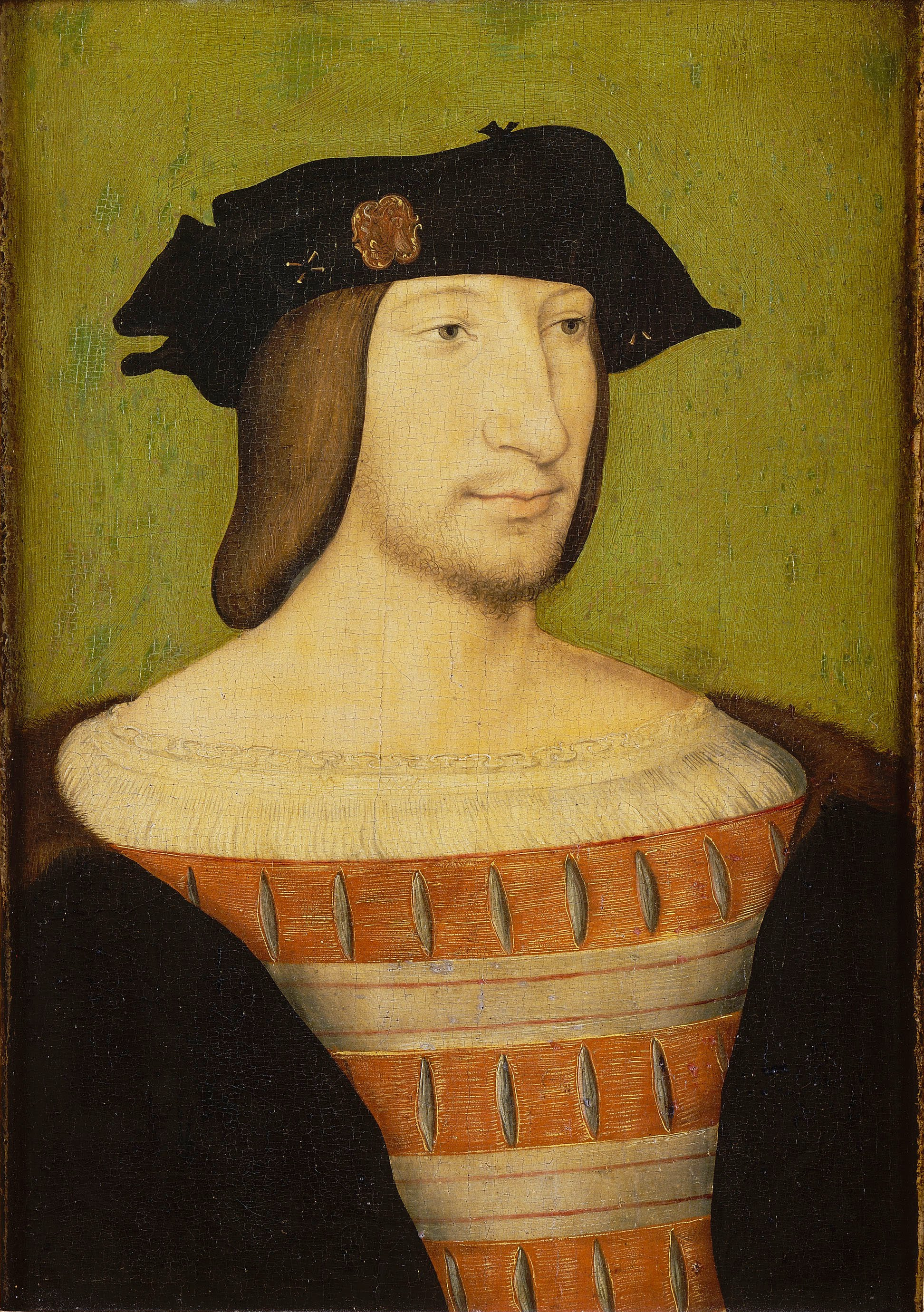
Francisc pictat în 1515.

Nu numai că Francisc a sprijinit o serie de mari scriitori, el a fost, de asemenea, poet, chiar dacă nu unul de mare calitate. Francisc a îmbunătățit biblioteca regală; el a numit pe marele umanist francez Guillaume Budé ca bibliotecar șef și a început să extindă colecția de cărți. Agenții angajați de Francisc și trimiși în Italia au căutat cărți rare și manuscrise și le-au trimis în Franța. În timpul domniei sale mărimea bibliotecii a crescut considerabil. Francisc a stabilit un precedent important prin deschiderea bibliotecii sale cercetătorilor din întreaga lume cu scopul de a facilita difuzarea de cunoștințe. În 1537, Francisc a semnat "Ordonnance de Montpellier", decretând ca biblioteca sa să primească un exemplar din fiecare carte ce urmează să fie vândută în Franța.

### Acțiuni militare
Francisc a încercat și nu a reușit să devină Împărat romano-german și a urmărit o serie de războaie în Italia. A reușit să-i înfrângă pe elvețieni la Marignano în 1515 ceea ce i-a permis să captureze orașul-stat Milano. Mare parte din activitatea militară din timpul domniei lui Francisc a fost concentrată spre inamicul său, Carol al V-lea, Împărat Roman. În plus față de Sfântul Imperiu Roman, Carol conducea Spania, Austria și un număr de posesiuni mici vecine Franței și deci era o amenințare pentru împărăția lui Francisc.

Regele Franței a încercat să aranjeze o alianță cu Henric al VIII-lea al Angliei. Negocierile au avut loc pe celebrul Camp du Drap d’Or, în 1520, dar în cele din urmă au eșuat. Cea mai devastatoare înfrângere a avut loc la bătălia de la Pavia (1525), unde Francisc a fost capturat de Carol. A fost ținut captiv la Madrid și forțat să facă concesii majore lui Carol, înainte de a fi eliberat. La întoarcerea sa în Franța, Francis a susținut că acordul său cu Carol e nul.

## Căsătorie și copii
La 18 mai 1514, Francisc s-a căsătorit cu Claude a Franței. Cuplul a avut șapte copii:
| Nume                                 | Dată naștere      | Dată deces         | Note                                                                     |
| ------------------------------------ | ----------------- | ------------------ | ------------------------------------------------------------------------ |
| Louise, Prințesă a Franței           | 19 august 1515    | 21 septembrie 1517 | A murit tânără. Fără urmași.                                             |
| Charlotte de Valois                  | 23 octombrie 1516 | 8 septembrie 1524  | A murit tânără. Fără urmași.                                             |
| Francis, Delfin al Franței           | 28 februarie 1518 | 10 august 1536     | A murit tânăr. Fără urmași.                                              |
| Henric al II-lea, rege al Franței    | 31 martie 1519    | 10 iulie 1559      | Căsătorit cu Caterina de Medici în 1533. A avut urmași.                  |
| Madeleine de Valois                  | 10 august 1520    | 2 iulie 1537       | Căsătorită cu Iacob al V-lea al Scoției în 1537. N-a avut urmași.        |
| Charles de Valois, Duce de Orléans   | 22 ianuarie 1522  | 9 septembrie 1545  | A murit tânăr. Fără urmași.                                              |
| Margareta a Franței, Ducesă de Berry | 5 iunie 1523      | 14 septembrie 1574 | Căsătorită cu Emmanuel Philibert, Duce de Savoia în 1559. A avut urmași. |

La 7 august 1530, Francisc I s-a căsătorit cu cea de-a doua soție a sa, Eleonora de Austria. Cuplul nu a avut copii. În timpul domniei sale, Francisc a avut două amante oficiale la curte. Prima a fost Françoise de Foix, Contesă de Châteaubriand. În 1526, ea a fost înlocuită de blonda Anne de Pisseleu d'Heilly, Ducesă de Étampes care a avut mai multă influență politică decât predecesoarea ei. O altă amantă deși nu poate fi confirmat ar fi fost Mary Boleyn, amanta regelui Henric al VIII-lea al Angliei și sora viitoarei soții a lui Henric, Anne Boleyn.